# باتريك بي. أوسوليفان
باتريك بي. أوسوليفان (بالإنجليزية: Patrick B. O’Sullivan)‏ هو محامي وقاضي وسياسي أمريكي، ولد في 11 أغسطس 1887 في دربي في الولايات المتحدة، وتوفي في 10 نوفمبر 1978 في أورانج في الولايات المتحدة. حزبياً، نشط في الحزب الديمقراطي. وقد انتخب عضو مجلس ولاية كونيتيكت وانتخب عضو مجلس النواب الأمريكي.